# サンプソン (ミサイル駆逐艦・2代)
|          |                                                                                               |
| 艦歴     |                                                                                               |
| 発注     | 2002年9月13日                                                                                 |
| 起工     | 2005年3月20日                                                                                 |
| 進水     | 2006年9月16日                                                                                 |
| 就役     | 2007年11月3日                                                                                 |
| 退役     |                                                                                               |
| その後   | 就役中                                                                                        |
| 要目     |                                                                                               |
| 排水量   | 9,648 トン                                                                                    |
| 全長     | 155.3 m (509 ft 6in)                                                                          |
| 全幅     | 20.1 m (66 ft)                                                                                |
| 吃水     | 9.4 m (31 ft)                                                                                 |
| 機関     | COGAG方式                                                                                     |
| 機関     | LM 2500-30ガスタービンエンジン (27,000shp) ×4基                                               |
| 機関     | 可変ピッチプロペラ（5翔）×2軸                                                                 |
| 最大速   | 31ノット                                                                                      |
| 航続距離 | 4,400 海里（20ノット時）                                                                      |
| 乗員     | 士官、兵員 380名                                                                              |
| 兵装     | Mk.45 mod.4 5インチ単装砲 ×1基                                                                |
| 兵装     | Mk.38 25mm単装機関砲 ×2基                                                                     |
| 兵装     | Mk.15 20mmCIWS×1基                                                                            |
| 兵装     | M2 12.7mm機銃 ×4挺                                                                            |
| 兵装     | Mk.41 mod.15 VLS ×96セル - SM-2MR SAM - ESSM 短SAM - VLA SUM - トマホーク SLCM などを発射可能 |
| 兵装     | Mk.32 3連装短魚雷発射管×2基                                                                   |
| 艦載機   | MH-60R×2機搭載可能                                                                            |
| C4ISTAR  | AWS B/L 7 (Mk.99 GMFCS×3基)                                                                   |
| C4ISTAR  | AN/SQQ-89A(V)15                                                                               |
| センサ   | AN/SPY-1D(V) 多機能レーダー×4面                                                               |
| センサ   | AN/SPS-67 対水上レーダー×1基                                                                  |
| センサ   | AN/SQS-53C(V)1艦首装備ソナー                                                                  |
| 電子戦   | AN/SLQ-32(V)3 ESM/ECM装置                                                                     |
| 電子戦   | Mk 36 SRBOC デコイ発射機                                                                      |
| モットー | "Through Courage and Arms"                                                                    |

サンプソン（英語: USS Sampson, DDG-102）は、アメリカ海軍のミサイル駆逐艦。アーレイ・バーク級ミサイル駆逐艦の52番艦（フライトIIAとしては24番艦）。艦名は、米西戦争のサンチャゴ・デ・キューバ海戦でアメリカ艦隊を指揮して勝利した、ウィリアム・T・サンプソン海軍少将にちなみ、その名を持つ艦としては4隻目である。

## 艦歴
「サンプソン」は2005年3月20日にメイン州バスのバス鉄工所で起工し、2006年9月16日に進水。2007年11月3日に先代の3隻と同じくボストンで就役した。
2014年12月29日にインドネシア・エアアジア8501便の捜索のためジャワ海に急派され、捜索活動に従事した。